# Quận Josephine, Oregon
Quận Josephine là một quận nằm trong tiểu bang Oregon. Theo Oregon Geographic Names, quận này có lẽ được đặt tên từ một dòng suối trong vùng có tên là Lạch Josephine.  Năm 2000, dân số của quận là 75.726.  Quận lỵ của nó là Grants Pass.

## Địa lý
Theo Cục điều tra dân số Hoa Kỳ, quận có tổng diện tích là 1.642 dặm vuông Anh (4.252 km²) trong đó có 1.640 dặm vuông (4.247 km²) là đất và 2 dặm vuông (5 km²) hay 0,12% là nước.

### Các quận giáp ranh
- Quận Curry, Oregon - (tây)
- Quận Jackson, Oregon - (đông)
- Quận Douglas, Oregon - (bắc)
- Quận Del Norte, California - (tây nam)
- Quận Siskiyou, California - (nam)

## Lịch sử
Việc khám phá ra lớp sỏi đá có vàng tại Sailor Diggings (sau này được biết là Waldo) năm 1852 và cơn sốt vàng tiếp theo đó đã mang những người định cư đầu tiên đến vùng này. Một số đồn quân sự Hoa Kỳ được xây dựng trong quận và nhiều cuộc giao chiến trong Chiến tranh người bản thổ Sông Rogue (1855-1858) đã xảy ra trong biên giới của quận.
Quận Josephine được thành lập theo quyết định của Lập pháp Lãnh thổ vào ngày 22 tháng 1, 1856 từ phân nửa phía tây của Quận Jackson. Nó là quận thứ 19 và cũng là quận sau cùng được thành lập trước khi lãnh thổ thành tiểu bang.
Quận lỵ ban đầu được đặt tại Sailor Diggings, nhưng vào tháng 7 năm 1857 nó được dời sang Kerbyville, nằm trên con đường chính giữa cảng Crescent City, California và những khu tìm vàng. Năm 1886, quận lỵ cuối cùng được dời đến Grants Pass, một thị trấn mối nằm trên đường xe lửa được hoàn thành xuyên Oregon trong năm đó.
Mặc dù một số bộ lạc người bản thổ châu Mỹ đã sống trong vùng mà Quận Josephine được thành lập, đa số thành viên đã di chuyển vào vùng dành riêng cho họ tại Grand Ronde vào cuối Chiến tranh người bản thổ Sông Rogue. Chẳng bao lâu sau đó tất cả người bản thổ ở tây nam Oregon, trừ một số rất ít, được di chuyển đến khu dành riêng duyên hải (sau này được biết là Khu dành riêng cho người bản thổ Siletz).
Quận Josephine cũng là nhà của một số đông người Trung Hoa. Đa số đến vùng này để đào tìm vàng do người da trắng thuê mướn.

## Các cộng đồng

### Các thành phố hợp nhất
- Cave Junction
- Grants Pass

### Các cộng đồng chưa hợp nhấtvà nhữngnơi ấn định cho điều tra dân số
| - Galice - Harbeck-Fruitdale - Kerby - Merlin | - O'Brien - Redwood - Selma - Sunny Valley | - Takilma - Waldo - Williams - Wolf Creek |